# تجره (برزک)
تجره یک روستا در ایران است که در بخش برزک شهرستان کاشان در استان اصفهان واقع شده‌است.

## جمعیت
این روستا در دهستان گلاب قرار دارد و براساس سرشماری مرکز آمار ایران در سال ۱۳۸۵، جمعیت آن ۲۵۸ نفر (۸۲ خانوار) بوده‌است.